# David Copperfield
David Copperfield là một tiểu thuyết của Charles Dickens (nguyên tác: The Personal History, Adventures, Experience and Observation of David Copperfield the Younger of Blunderstone Rookery (Which He Never Meant to Publish on Any Account); Các hồi ký cá nhân, cuộc phiêu lưu thám hiểm, trải nghiệm và quan sát của David Copperfield trẻ) được xuất bản lần đầu tiên vào năm 1850. Nhiều chi tiết trong tác phẩm được chắt lọc từ chính cuộc đời của nhà văn, vì thế đây có lẽ là tác phẩm mang tính tự truyện đậm nét nhất trong kho tàng văn chương Charles Dickens. Trong Lời tựa sách ấn bản năm 1867, C. Dickens bộc bạch: "…như những bậc cha mẹ nâng niu con cái, tôi ôm ấp trong trái tim mình một đứa con tinh thần đặc biệt. Và tên của đứa bé là David Copperfield".

## Nội dung

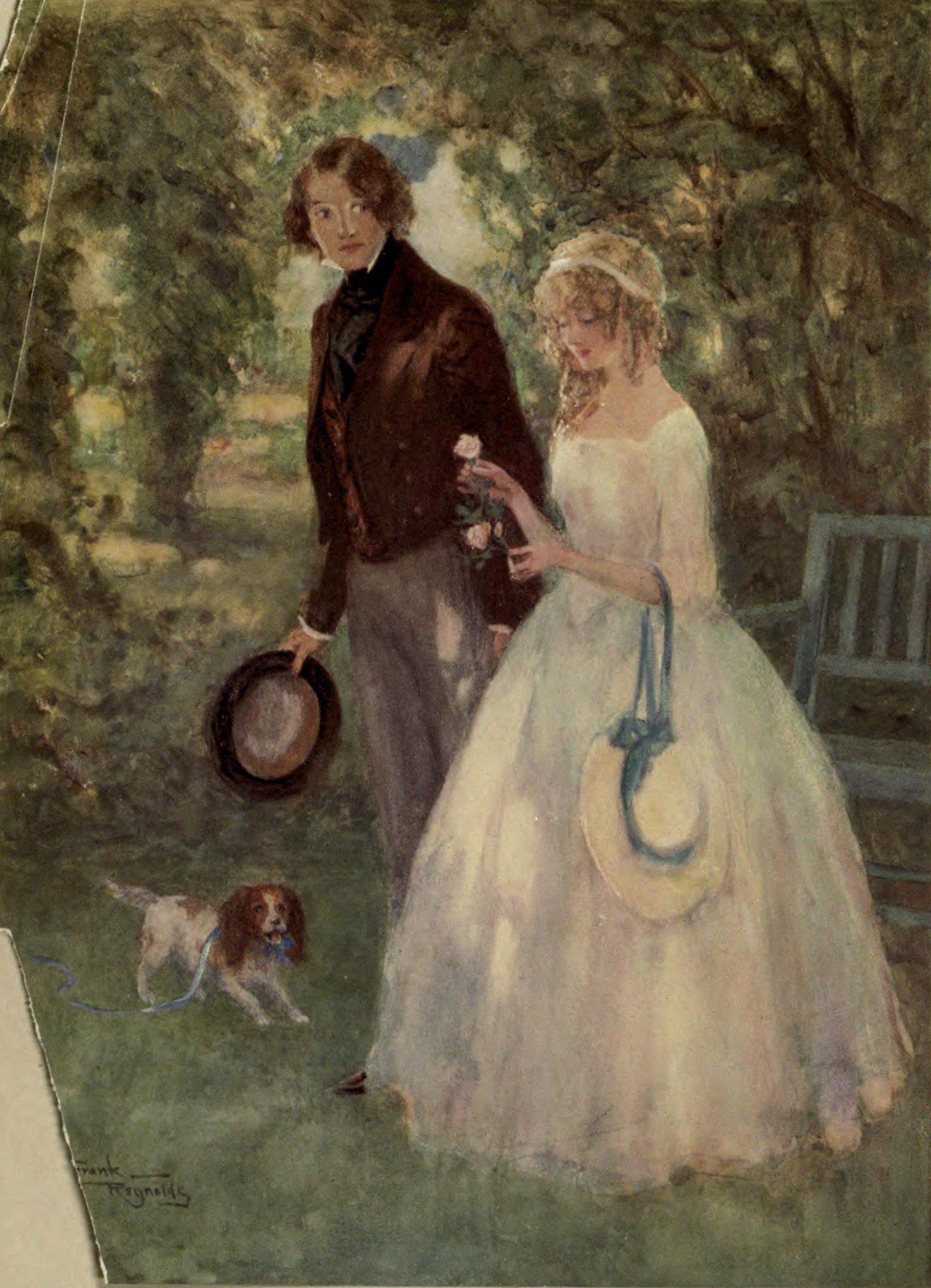
David và Dora Spenlow, tranh vẽ của Frank Reynolds, 1910

Câu chuyện dõi theo cuộc đời của David Copperfield từ thơ ấu cho đến lúc trưởng thành. David sinh ra tại Anh khoảng năm 1920, sau khi cha của cậu bé qua đời được sáu tháng; và bảy năm sau mẹ cậu đi bước nữa với người đàn ông tên Edward Murdstone. David không có thiện cảm với người cha dượng này cũng như với người chị gái của ông là Jane khi chẳng bao lâu sau bà chuyển về ở cùng nhà. Trong một lần bị cha dượng đánh đập vì kết quả học tập sa sút, David đã cắn ông và sau đó bị gửi đến trại tế bần Salem House - dưới trướng của ông Hiệu trưởng nhẫn tâm Creakle. Ở đây Copperfield kết bạn với James Steerforth và Tommy Tradddles - những nhân vật bước vào rồi bước ra nhanh chóng nhưng sẽ tái xuất hiện ở những phần sau.

## Phim
Nhiều phim điện ảnh và phim truyền hình đã được dựng nên từ tiểu thuyết này, trong số đó có:
| Năm  | Tên phim          | Diễn viên đóng vai David Copperfield: |
| ---- | ----------------- | ------------------------------------- |
| 1911 | David Copperfield | Flora Foster/Ed Genung                |
| 1935 | David Copperfield | Frank Lawton/Freddie Bartholomew      |
| 1969 | David Copperfield | Robin Phillips                        |
| 1993 | David Copperfield | Julian Lennon                         |
| 1999 | David Copperfield | Ciarán McMenamin/Daniel Radcliffe     |
| 2000 | David Copperfield | Hugh Dancy/Max Dolbey                 |